# Михаил (Мудьюгин)
Архиепископ Михаил (в миру Михаил Николаевич Мудью́гин; 12 мая 1912, Санкт-Петербург — 28 февраля 2000, Санкт-Петербург) — епископ Русской православной церкви, архиепископ Вологодский и Великоустюжский (1979—1993), богослов, крупный деятель экуменического движения.

## Биография

### Юность и арест
В детстве был посвящён в чтецы митрополитом Вениамином (Казанским). Пел и читал на клиросе, прислуживал в алтаре. Посещал храмы Барградского подворья (церкви иконы Божией Матери Скоропослушницы на Песках) и Свято-Андреевского Старо-Афонского подворья в Петрограде. Ещё в детстве встретил людей, которые способствовали его духовному развитию. Позднее вспоминал: «Один из таких людей был мой первый, с семи лет, духовник, отец Гавриил, который был священником в церкви иконы Божией Матери Скоропослушницы на Песках…, в которой служил отец Гавриил, сириец, кстати, по национальности. Этот человек сыграл громадную роль в моем духовном становлении. Он обращался со мной совершенно как со взрослым, воспитывающе воздействовал на меня в самом возвышенном смысле этого слова. Большое влияние на меня оказали монахи Афонского подворья. Они были люди простые, но духовные. И сами они, и весь строй монашеской жизни меня духовно формировали».
В юности получил музыкальное образование (учился в Ленинградской консерватории), прекрасно играл на фортепьяно.
В 1929 году, по окончании средней школы, пытался поступить на химический факультет Ленинградского университета, но не выдержал экзамен по математике (в этот период детям дворян было запрещено получение высшего образования).
В январе 1930 года был арестован за участие в деятельности молодёжного кружка пастора Курта Мусса. Находился в предварительном заключении до сентября 1930 года. Приговорён к трём годам лишения свободы условно. Позднее вспоминал, что встретил в тюрьме много интересных людей, хорошо молился.

### Судьба инженера
С 1930 года работал на заводе «Красный путиловец» в Ленинграде: чёрнорабочий, шлифовщик. Одновременно учился в вечернем Ленинградском институте иностранных языков, который окончил в 1933 году с дипломом преподавателя немецкого языка и переводчика технической литературы. Работы в Ленинграде не нашёл, уехал на Урал, где преподавал в школе химию и немецкий язык. Самовольно вернулся в Ленинград, был выслан, жил в Новгороде, несколько месяцев был безработным, затем работал теплотехником на заводе. Добился права вернуться в Ленинград, жил в городе Пушкине, работал в конструкторском бюро, вместе с которым был эвакуирован в начале войны на Урал.
Во время Великой Отечественной войны работал в Свердловске, затем в Новосибирске, где был старшим инженером по приёмке, установке и монтажу оборудования на заводе. В 1947 году вернулся в Ленинград. Окончил энергетический факультет Института металлопромышленности (1946 год), аспирантуру Котло-турбинного института имени Ползунова, в котором проработал несколько лет. С 1953 года — кандидат технических наук, доцент Ленинградского горного института, преподавал теплотехнику (до 1957 года).

### Церковная деятельность
С 1955 года готовился к принятию священного сана. В 1958 году рукоположён в диаконы, затем в священники епископом Вологодским Гавриилом (Огородниковым). В 1958—1960 годах служил в кафедральном соборе Вологды, затем — в Казанском храме города Устюжны. Заочно окончил Ленинградскую духовную семинарию, а затем Ленинградскую духовную академию (ЛДА) со степенью кандидата богословия (тема диссертации: «Состояние римско-католической экклезиологии к началу II Ватиканского собора»). С 1964 года — протоиерей.
С 1964 года преподавал в Ленинградских духовных школах латинский язык, историю и разбор западных исповеданий, был помощником инспектора. С 1966 год — доцент, декан факультета африканской христианской молодёжи, организованного при ЛДА несколькими годами ранее (создание этого факультета, по некоторым данным, предотвратило планировавшееся закрытие академии).
8 октября 1966 года решением Священного Синода Русской православной церкви назначен епископом Тихвинским, викарием Ленинградской епархии и ректором Ленинградской духовной академии.
31 октября 1966 года был пострижен в монашество с именем Михаил, 4 ноября того же года возведён в сан архимандрита.
6 ноября 1966 года в Троицком соборе Александро-Невской Лавры хиротонисан во епископа Тихвинского. Хиротонию совершали: митрополит Ленинградский и Ладожский Никодим (Ротов), архиепископ Ташкентский и Среднеазиатский Гавриил (Огородников), архиепископ Минский и Белорусский Антоний (Мельников); епископ Вологодский и Великоустюжский Мелхиседек (Лебедев), епископ Дмитровский Филарет (Вахромеев), епископ Зарайский Ювеналий (Поярков).
Старался обновить и приблизить к жизни систему семинарского и академического образования, стремился повысить общий культурный уровень студентов, знакомить их с художественной литературой. Это показалось властям опасным, и он был переведён в Астрахань.
С 20 июля 1968 года — епископ Астраханский и Енотаевский.
В 1972 году защитил в ЛДА диссертацию на соискание учёной степени магистра богословия на тему «Основы православного учения о личном спасении по Священному Писанию и святоотеческим высказываниям».
2 сентября 1977 года возведён в сан архиепископа.
С 27 декабря 1979 года — архиепископ Вологодский и Великоустюжский. Назначен в Вологду в связи с тем, что переведённый в неё из Полтавы архиепископ Феодосий (Дикун) по состоянию здоровья поехать туда не смог, и ему предоставили Астраханскую кафедру.
За время его управления Астраханской и Вологодской епархиями в них не было закрыто ни одного храма. Совмещал архиерейскую деятельность с работой в качестве профессора ЛДА. В 1984 году университет города Турку присвоил ему учёную степень доктора богословия honoris causa. Читал лекции в Вюрцбургском университете и в университете города Турку.
6 июля 1989 года Священный синод определил «просить архиепископа Вологодского и Великоустюжского Михаила продолжать свое архипастырское служение».
В конце 1980-х — начале 1990-х годов, несмотря на преклонный возраст, возглавил процесс активизации церковной жизни в Вологодской епархии. В 1988 году добился возвращения мощей преподобного Феодосия Тотемского и подготовил местную канонизацию блаженного Николая Рынина. Было организовано духовное училище, вновь открыт Спасо-Прилуцкий монастырь, увеличилось количество действующих храмов (с 17 до 40). Владыка Михаил читал лекции по основам православной веры в высших учебных заведениях Вологды, пользовался уважением среди вологодской интеллигенции.
23 февраля 1993 года отправлен решением Священного синода на покой с «глубокой благодарностью за понесённые труды» и просьбой продолжать научно-богословскую и педагогическую деятельность в Санкт-Петербургских духовных школах. Преподавал на катехизаторских курсах Новгородской епархии, в гимназии и в католической семинарии в Санкт-Петербурге, а также в Теологическом институте Евангелическо-лютеранской церкви Ингрии. В последние годы жизни много проповедовал, вёл передачи на петербургском протестантском радио «Теос».
Свободно владел латинским, английским, французским, немецким, греческим, финским языками, хорошо переводил с испанского и итальянского. Участвовал во многих богословских собеседованиях с представителями протестантских церквей (в основном Финляндии и Германии) и католиками. Был сторонником экуменического диалога и умеренных церковных реформ. Положительно относился к деятельности протоиерея Александра Меня. Вёл очень скромный образ жизни.
Скончался 28 февраля 2000 года, будучи старейшим по возрасту архиереем Русской православной церкви. Похоронен на Никольском кладбище Александро-Невской лавры.
14 и 15 мая 2012 года в стенах Санкт-Петербургской духовной академии состоялись памятные мероприятия по случаю 100-летия со дня рождения архиепископа Михаила (Мудьюгина).

## Семья
- Отец — Николай Алексеевич, статский советник, работал в Экспедиции по заготовлению государственных бумаг.
- Мать — Вера Николаевна, преимущественно занималась воспитанием детей.
- Братья: Владимир (инженер), Георгий (юрист-криминалист).
- Супруга — Дагмара Александровна, русская немка, первоначально лютеранка, затем перешла в православие с именем Мария. Бракосочетание состоялось в 1932 году. Скончалась в 1963 году.

## Труды
- Протоиерей Лев Липеровский. Чудеса и притчи Христовы. Издание Западноевропейского Экзархата Московской Патриархии. Париж, 1962 // Журнал Московской Патриархии. М., 1962. — № 9. — C. 79-80
- Любовь к Богу и к людям в Ветхом и Новом Завете // Журнал Московской Патриархии. М., 1964. — № 10. — C. 68-73.
- Проповедь в Неделю о самаряныне // Журнал Московской Патриархии. М., 1964. — № 5. — C. 19-20.
- Проповедь в Неделю о мытаре и фарисее (Лк. 18, 10-14) // Журнал Московской Патриархии. М., 1966. — № 1. — C. 41-42.
- Православная трактовка развития римско-католической мариологии за последнее столетие // Вестник Русского Западно-Европейского Патриаршего Экзархата. М., 1966. — № 53. — C. 35-45; № 54-55. — C. 123—138.
- Русские православные паломники в местах священных воспоминаний // Журнал Московской Патриархии. М., 1966. — № 9. — C. 10-17.
- Русские православные паломники в местах священных воспоминаний // Журнал Московской Патриархии. М., 1967. — № 2. — C. 30.
- Русские православные паломники в местах священных воспоминаний // Журнал Московской Патриархии. М., 1967. — № 3. — C. 24-32.
- Евхаристия и единение христиан // Богословские труды. М., 1971. — № 7. — С. 222—231.
- Спасение и оправдание (опыт краткого раскрытия православной субъективной сотериологии) // Богословские труды. М., 1971. — № 7. — С. 231—239.
- Реформация XVI в. как церковно-историческое явление // Богословские труды. М., 1971. — № 6. — С. 155—164.
- Комментарии к 3-й главе Евангелия от Иоанна // Богословские труды. М., 1973. — № 10. — С. 102—109.
- Основы православного учения о личном спасении по Священному Писанию и святоотеческим высказываниям (основы православной субъективной сотериологии) (тезисы одноимённой диссертации, представленной на соискание ученой степени магистра богословия) // Богословские труды. М., 1973. — № 10. — С. 171—174.
- Евхаристия как новозаветное жертвоприношение // Богословские труды. М., 1973. — № 11. — С. 164—173.
- На Собор Архистратига Михаила и прочих Небесных Сил Бесплотных // Журнал Московской Патриархии. М., 1977. — № 11. — С. 34-35.
- В день Покрова Пресвятой Богородицы // Журнал Московской Патриархии. М., 1978. — № 10. — С. 29-30.
- В Неделю 23-ю по Пятидесятнице // Журнал Московской Патриархии. М., 1979. — № 10. — С. 37.
- Благодать в Церкви и через Церковь // Журнал Московской Патриархии. М., 1979. — № 7. — С. 49-58.
- Вы уже свои Богу (Неделя 24-я по Пятидесятнице) // Журнал Московской Патриархии. М., 1980. — № 10. — С. 29-30.
- Тезисы [VIII Богословского собеседования «Арнольдсхайн-VIII» между представителями Русской Православной Церкви и Евангелической Церкви Германии (ФРГ) (10-13 октября 1979 года в Одессе)] к докладам «Надежда человечества на будущее» // Журнал Московской Патриархии. М., 1980. — № 3. — С. 55. (в соавторстве)
- Некоторые вводные замечания к тематике настоящего сборника // Богословские труды. М., 1980. — № 21. — С. 3.
- Евхаристия по учению Православной Церкви // Богословские труды. М., 1980. — № 21. — С. 71-89.
- Благодатное преобразование-преображение мира и святая Евхаристия // Богословские труды. М., 1980. — № 21. — С. 90-102.
- Евхаристия и священство // Богословские труды. М., 1980. — № 21. — С. 103—117.
- V богословское собеседование представителей Русской Православной Церкви и Евангелическо-Лютеранской Церкви Финляндии // Журнал Московской Патриархии. М., 1980. — № 12. — С. 65-68.
- Последование Христу в служении ближнему и миру // Журнал Московской Патриархии. М., 1981. — № 11. — С. 64-67; № 12. — С. 64-67.
- Коммюнике (о богословском семинаре в МДА) // Журнал Московской Патриархии. М., 1982. — № 8. — С. 55-56. (в соавторстве с Эвардом Лозе)
- Вера в богословии святого апостола Павла // Журнал Московской Патриархии. М., 1982. — № 12. — С. 125—127.
- Тезисы по теме «Значение апостольской преемственности для священства и пасторства» [IX Богословское собеседование представителей Русской Православной Церкви и Евангелической Церкви в Германии, ФРГ («Арнольдсхайн-IX»)] // Журнал Московской Патриархии. М., 1982. — № 1. — С. 55. (с Юргеном Ролоффом)
- Апостоличность Церкви, священство и пастырское служение в свете Божественного Откровения // Журнал Московской Патриархии. М., 1983. — № 2. — С. 76-77; № 3. — С. 68-73.
- «Вечери Твоея Тайныя» (слово на пассии) // Журнал Московской Патриархии. М., 1984. — № 3. — С. 38-39.
- Церковь и Евхаристия в православном сопоставлении // Богословские труды. М., 1984. — № 25. — С. 154—160.
- Святость, освящение, святые // Журнал Московской Патриархии. М., 1987. — № 10. — С. 63-66; № 11. — С. 67-70; № 12. — С. 68-70.
- Problèmas sotério ogiques à tramers la théologie russe des XIX—XX siècles // Вестник Русского Западно-Европейского Патриаршего Экзархата. М., 1988. — № 116. — C. 61-78.
  - Проблемы сотериологии в русском богословии XIX—XX столетия // Вестник Русского Западно-Европейского Патриаршего Экзархата. М., 1988. — № 116. — C. 137—157.
- Обетование и пророчества о Спасителе // О вере и нравственности по учению Православной Церкви. — М. : Московская патриархия, 1991. — 365 с. — С. 100—102
- Жертвенная любовь Христа // О вере и нравственности по учению Православной Церкви. — М. : Московская патриархия, 1991. — 365 с. — С. 146—153
- В помощь при совершении общественного Богослужения: Богослужебные указания для пастырей // Путь Православия. М., 1993. — № 1. — С. 33-86.
- Православное иконопочитание // Путь Православия. М., 1993. — № 2. — С. 22-38.
- Усекновение главы Иоанна Предтечи // Журнал Московской Патриархии. М., 1994. — № 9-10. — С. 16-18.
- Единение в разобщенности // Логос: богословско-философский журнал. — 1994. — № 49. — С. 13-25.
- Благодать спасения в литургических и других православных молитвословиях // Православная община. — 1995. — № 30. — С. 56-62
- К вопросу о богослужебном языке Русской Православной церкви // Информационный бюллетень МАИРСК. 1996. — № 28-29. — С. 64-71
- Кафолики и католики // Страницы. М., 1996. — № 3. — С. 52-64.
- Основы и традиции служения мирян в Церкви // Миряне в церкви: материалы Международной богословской конференции. Москва, август 1995 г. — М. : Свято-Филаретовская московская высшая православно-христианская школа, 1999. — 223 с. — С. 27-30
- О слове Божьем // Миряне в церкви: материалы Международной богословской конференции. Москва, август 1995 г. — М. : Свято-Филаретовская московская высшая православно-христианская школа, 1999. — 223 с. — С. 141—147
- Православное почитание икон. // Миссионерский Листок # 75

- Основы православного учения о личном спасении по Св. Писанию и святоотеческим высказываниям: основы православной субъективной сотериологии: В 2 т. — Т. 1. — л., 1971. — 249 с.
- Основы православного учения о личном спасении по Св. Писанию и святоотеческим высказываниям: Основы православной субъективной сотериологии: В 2 т. — Т. 2. — л., 1971. — 323 с.
- Русская православная церковность. Вторая половина XX века. — М. : Библейско-богословский институт св. апостола Андрея, 1995. — 124 с.
- Введение в основное богословие: научное издание. — М. : Общедоступный православный университет, основанный прот. Александром Менем, 1995. — 231 с.
- Методическое руководство к совершению таинства исповеди: методический материал. — Киев : Об-во любителей правосл. лит. : Изд. им. свт. Льва, папы Римского, 2001. — 84 с.
- Ведение в основное богословие. М.: Библейско-богословский институт св. апостола Андрея, 1996.
- Разрозненные мысли вслух. Штрихи к портрету архиепископа Михаила / Отв. ред. свящ. К. Костромин. Вступ. ст. Ю. А. Соколова. СПб.: Портал Христианин. СПб, 2009. — 40 с., илл.
  - Разрозненные мысли вслух: Штрихи к портрету архиепископа Михаила (Мудьюгина). — 2-е изд., испр. и доп. — СПб. : Сатис, 2010. — 44 с.

- Архиепископ Михаил: Принятие духовного сана было моей мечтой с детских лет // Сегодня. 1995. 27 декабря.
- Служить Богу в Церкви…: Беседа / интервью — ответы: Михаил (Мудьюгин), архиеп. Вологодский и Великоустюжский, интервью — вопросы: Слюсарева И. Н. // Страницы. М., 1996. — № 1. — С. 140—142
- «Где есть благословение Божье, там есть все» : Беседа с архиеп. Михаилом накануне конференции «Предание Церкви и предание Школы» (сентябрь 1999) // Православная община. — 2000. — № 55. — С. 115
- Труд твой не тщетен пред Господом : Интервью с архиеп. Михаилом // Православная община. — 2000. — № 55. — С. 122
- Православное учение о личном спасении: Спасение как цель и как состояние / сост., авт. предисл. К. Костромин. — СПб. : Сатис, 2010. — 224 с
- Православное учение о личном спасении. Спасение как процесс. СПб.: Сатисъ, 2011 г.
  - Православное учение о личном спасении: Спасение как процесс / сост., авт. предисл. К. Костромин. — СПб. : Сатис : Держава, 2012. — 222 с. — ISBN 978-5-7868-0035-8

## Критика
Священник Георгий Эдельштейн, служивший в Вологодской епархии, вспоминает, что 22 января 1987 г. его правящий архиерей архиепископ Михаил запретил его в священнослужении с официальной формулировкой "за пребывание на приходе лиц, в количестве 40 человек, не имеющих отношения к Вологодской епархии", а на самом деле поводом послужило то, что на приход о. Георгия приехали несколько священников и мирян из Москвы и других мест для помощи в восстановлении храма. Отец Георгий обвинял архиепископа Михаила в каноническом самоуправстве, в клевете и в том, что он стал "послушным орудием КГБ и прочих внецерковных сил", из-за чего архиепископ не только не желал снимать запрещение, но препятствовал работать о. Георгию в церкви даже дворником, и не давал отпускную грамоту для перехода в другую епархию.